# Farewell My Summer Love

Capa do álbum.

Farewell My Summer Love, assim como One Day in Your Life antes dele, foi uma compilação de canções inéditas arquivadas de Michael Jackson gravadas entre 1972 e 1973. O álbum foi lançado pela Motown Records nos EUA em 15 de maio de 1984, como um álbum solo “perdido” de Michael Jackson que deveria ter sido lançado em 1974, mas que foi adiado devido ao renovado sucesso dos Jackson 5 com o álbum Dancing Machine.
As nove canções que compunham o álbum foram originalmente gravadas entre o fim de 1972 e o começo de 1973, mas nunca haviam sido lançadas anteriormente; foram supostamente perdidas pela Motown, mas redescobertas em 1984. Para dar ao disco um som mais anos 80, a Motown remixou as canções e adicionou novos overdubs musicais. A responsabilidade de modernizar o som foi dada aos músicos Tony Peluso, Michael Lovesmith e Steve Barri. Juntamente com o baterista Mike Baird eles regravaram os áudios de guitarra, teclado, percussão e bateria das músicas. O álbum alcançou o 46º lugar entre os álbuns pop mais vendidos da Billboard nos EUA e nº 9 entre os mais vendidos no Reino Unido.
A música-título foi lançada também como um single em maio de 1984. Alcançou o 38º lugar entre os Top 40 nos EUA, e o 7º lugar entre os Top 10 do Reino Unido. Naquele momento, Michael estava voando alto com o sucesso de seu álbum mais vendido, Thriller. Um segundo single, “Girl, You’re So Together”, entrou no Top 40 no Reino Unido.
Como One Day in Your Life, Farewell My Summer Love nunca foi um relançamento, apesar da canção-título estar presente em várias coleções de maiores sucessos de Michael. Em particular, o completo álbum Michael Jackson Anthology da Motown apresenta a canção “Farewell My Summer Love” na versão remixada de 1984, já as músicas “Don't Let it Get You Down”, “Call on Me” and “To Make My Father Proud” na versão original de 1973.

## Lista de Músicas
1. "Don't Let It Get You Down" (Larson/Marcellino/Richards)
2. "You've Really Got a Hold On Me" (Robinson/White/Rogers)
3. "Melodie" (Larson/Marcellino/Richards)
4. "Touch The One You Love" (Wayne/Clinton)
5. "Girl You're So Together" (St. Lewis)
6. "Farewell My Summer Love" (St. Lewis)
7. "Call On Me" (Mizell/Mizell)
8. "Here I Am (Come and Take Me)" (Green/Hodges)
9. "To Make My Father Proud" (Crewe/Weiss)

## Hits
•	"Farewell My Summer Love" - nº 38 Pop Singles Chart; nº 37 no Black Singles Chart; nº 7 no Reino Unido;
•	"Girl You're So Together" - nº 33 no Reino Unido.

## Curiosidades
•	A música-título deste álbum, gravada quando ele tinha 15 anos, foi listada como um Top 40 de Michael Jackson, apesar dele já estar com 25.